# Karel Marčič
Karel Marčič [kárel márčič], slovenski generalpodpolkovnik, geodet, borec za severno mejo in partizan, * 22. november 1891, Litija, † 26. december 1972, Ljubljana.

## Življenje in delo
Pred 1. svetovno vojno je končal častniško šolo na Dunaju. Na soški fronti je prebežal čez italijanske položaje in vstopil v Češko legijo, Po vrnitvi iz Prage 1919 se je priključil generalu Maistru v bojih za severno mejo. Od 1919 do 1938 je živel v Beogradu in končal  študij geodezije. Pri Vojnogeografskem inštitutu je vodil merjenja mednarodne stopinjske mreže; vzpostavil je triangulacijsko mrežo 1. reda v Jugoslaviji in njene povezave z Grčijo, Bolgarijo in Avstrijo ter dosegel čin polkovnika v Kraljevini Jugoslaviji.
Ob okupaciji leta 1941 se je umaknil v Novo mesto, sodeloval z OF ter se po kapitulaciji fašistične Italije 1943 pridružil NOB in postal generalmajor. Bil je inštruktor za geodezijo v častniški šoli pri Glavnemu štabu NOV in POS, organiziral je delovanje geodetskih služb pri štabih  7. in  9. korpusa ter 4. operativni coni nato pa v sestavi Vrhovnega štaba NOV in POJ. Po končani vojni je bil načelnik Geografskega inštituta JLA, dokler se ni leta 1953 upokojil. Po upokojitvi je sodeloval s slovensko geodetsko službo in strokovnim šolstvom.

## Napredovanja
- poročnik - 1914
- generalmajor - 1943
- generalpodpolkovnik - ?

## Odlikovanja
- red zaslug za ljudstvo z zlatim vencem
- red bratstva in enotnosti z zlatim vencem